# Всеобщие выборы в Черногории (1990)
Всеобщие выборы в Черногории состоялись 9 декабря 1990 года. Второй тур президентских выборов прошёл 23 декабря 1990 года. Большинство в парламенте получил правящий Союз коммунистов Черногории, заняв 83 из 125 мест, а президентом стал его лидер Момир Булатович. Многопартийные выборы в Черногории стали единственными из состоявшихся в республиках СФРЮ, где коммунисты смогли одержать победу без переименования своей партии, а сторонники выхода из состава Югославии не получили серьёзного представительства. 

## Результаты

### Президентские выборы
| Кандидат                            | Партия                              | 1-й тур | 1-й тур | 2-й тур | 2-й тур |
| Кандидат                            | Партия                              | Голоса  | %       | Голоса  | %       |
| ----------------------------------- | ----------------------------------- | ------- | ------- | ------- | ------- |
| Момир Булатович                     | Союз коммунистов Черногории         | 170 092 | 42,22   | 203 616 | 76,1    |
| Любийша Станкович                   | Союз реформистских сил Югославии    | 68 998  | 16,4    | 56 990  | 21,3    |
| Новак Килибарда                     | Народная партия                     | 33 531  | 8,3     |         |         |
| Недействительных/пустых бюллетеней  | Недействительных/пустых бюллетеней  | 33 326  | –       | 2128    | –       |
| Всего                               | Всего                               | 304 947 | 100     | 262 734 | 100     |
| Зарегистрированных избирателей/Явка | Зарегистрированных избирателей/Явка | 402 905 | 75,7    | 402 905 | 65,2    |

### Парламентские выборы
| Партия                                                       | Голоса  | %     | Места |
| ------------------------------------------------------------ | ------- | ----- | ----- |
| Союз коммунистов Черногории                                  | 171 316 | 56,18 | 83    |
| Союз реформистских сил Югославии                             | 42 840  | 14,05 | 17    |
| Народная партия                                              | 39 146  | 12,84 | 13    |
| Демократическая коалиция (SDA, DS и SR)                      | 30,760  | 10.09 | 12    |
| Демократическая партия                                       | 2491    | 0,82  | 0     |
| Югославская народная партия                                  | 2175    | 0,71  | 0     |
| Демо-христианская (Православная) партия                      | 1735    | 0,57  | 0     |
| Социалистическая лига Черногории                             | 1638    | 0,54  | 0     |
| Демократическая лига независимых предпринимателей Черногории | 844     | 0,28  | 0     |
| Независимые                                                  | 2435    | 0,8   | 0     |
| Недействительных/пустых бюллетеней                           | 9462    | –     | –     |
| Всего                                                        | 304 940 | 100   | 125   |
| Зарегистрированных избирателей/Явка                          | 402 905 | 75,69 | –     |